# Lane-Emdens ekvation

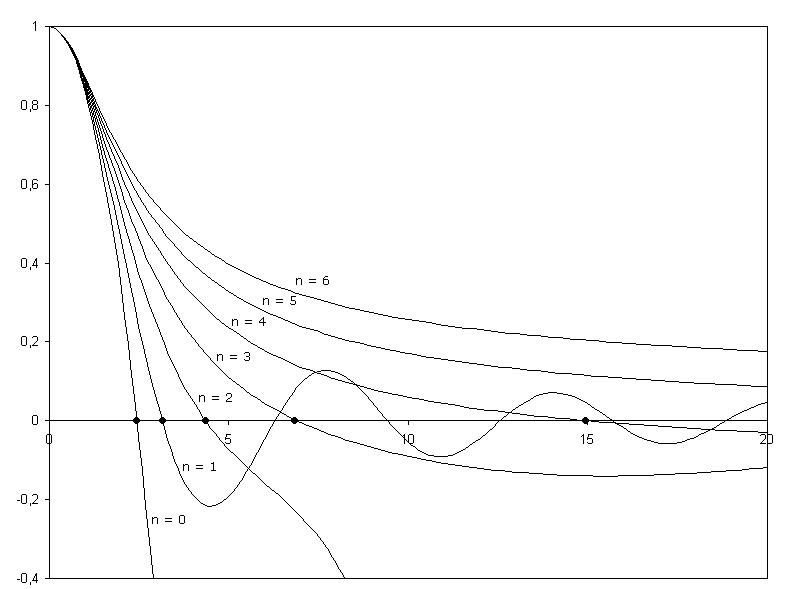
Lösningar till Lane–Emdens ekvation för n = 0, 1, 2, 3, 4, 5, 6.

Lane-Emdens ekvation är inom astrofysiken en poissonekvation för den gravitationella potentialen hos en sfäriskt symmetrisk polytropisk fluid, som hålls samman av sin egenskapade gravitation. Ekvationen har fått sitt namn från astrofysikerna Jonathan Homer Lane och Robert Emden. Dess lösning kan användas för att skapa en profil av trycket och densiteten hos vissa sfäriska objekt:
{\displaystyle {\frac {1}{\zeta ^{2}}}{\frac {d}{d\zeta }}\left({\zeta ^{2}{\frac {d\theta }{d\zeta }}}\right)+\theta ^{n}=0}
där
{\displaystyle \zeta =r\left({\frac {4\pi G\rho _{c}^{2}}{(n+1)P_{c}}}\right)^{\frac {1}{2}}}
och
{\displaystyle \rho =\rho _{c}\theta ^{n}\,}
där nedsänkta "c" avser värden av tryck och densitet vid sfärens centrum. Här är {\displaystyle n} det polytropiska indexet, i vilket trycket och densiteten hos en gas förhåller sig genom den polytropiska ekvationen
{\displaystyle P=K\rho ^{1+1/n}\,}
Notera att lösningen till den generiska Lane-Emden-ekvationen för ett givet polytropiskt index {\displaystyle n} är känt som polytroper av index {\displaystyle n}. Fysiskt kopplar hydrostatisk jämvikt med gradienten hos potentialen, densiteten och gradienten hos trycket, medan Poissons ekvation kopplar potentialen med densiteten. I princip kan vi nå en lösning, om vi vet någonting om gasen mer än hur trycket och densiteten varierar med avseende på varandra. Valet av en polytropisk gas som givet ovan gör den matematiska framställningen speciellt koncis, vilket resulterar i Lane-Emden-ekvationen.

## Astrofysiska tillämpningar
Lane-Emdens ekvation är en användbar ekvation av "0:e ordning" för självgravitationella gassfärer som stjärnor. Den är fortfarande användbar i vissa situationer, men är vanligen ett ganska begränsande antagande, utom när det gäller villkor för stjärnbildning ur isoterma interstellära moln. En polytrop med index {\displaystyle n=\infty } motsvarar vad som kallas en isoterm sfär, som hålls samman av gravitationella krafter och vars struktur är identisk med strukturen hos ett kollisionslöst system av stjärnor såsom en klotformig stjärnhop. Utgångspunkten blir då, vad som brukar kallas den isoterma Lane-Emdens ekvation.
Gasmoln med massor som är större än den så kallade Bonnor-Ebertmassan kan inte undgå att undergå gravitationskollaps för att bilda mycket mindre och tätare objekt, Bonnor-Ebertsfärer. I astrofysiken är Bonnor-Ebertmassan den största massa som ett isotermt gasklot inbäddat i ett trycksatt medium kan ha, så länge det förblir i hydrostatisk jämvikt. Eftersom ett interstellärt gas- eller molekylmolns gravitationella kollaps är det första stadiet i en protostjärnas tillkomst, är Bonnor-Ebertmassan en viktig kvantitet vid studier av stjärnbildning.

## Lösningar av ekvationen
Differentialekvationen har unika lösningar för rimliga fysikaliska randvillkor, men måste generellt lösas numeriskt. Det är dock känt att ekvationen kan lösas analytiskt när n = 0, 1 eller 5:
| n = | 0                           | 1                                                      | 5                                                                                 |
| ρ = | {\displaystyle \rho _{c}}   | {\displaystyle \rho _{c}{\frac {\sin \zeta }{\zeta }}} | {\displaystyle \rho _{c}\left(1+{\frac {\zeta ^{2}}{3}}\right)^{-{\frac {1}{2}}}} |
| ζ = | {\displaystyle {\sqrt {6}}} | {\displaystyle \pi }                                   | ∞                                                                                 |

För n = 0 är densiteten konstant och ekvationen reduceras till en sfärisk Bessel-differentialekvation, vilken ger sinc-funktionen, när n = 1.